# Albrecht Kostka z Postupic
Albrecht Kostka z Postupic († 3. března 1477) byl český šlechtic z původně zemanského rodu Kostků z Postupic, později povýšený do panského stavu. Vynikl jako diplomat dvou králů – Jiřího z Poděbrad a Matyáše Korvína.

## Život
Albrecht Kostka byl synem Viléma Kostky, významného představitele kališnické nižší šlechty, a Elišky z Liblic. Prvně je zmiňován v roce 1454 jako bojovník v polském vojsku v třináctileté válce mezi polským králem Kazimírem IV. Jagellonským a Řádem německých rytířů. Po bitvě u Chojnice se dostal do zajetí a byl vězněn na hradě Marienburgu. V roce 1458 už byl ve službách krále Jiřího z Poděbrad a podobně jako jeho bratr Zdeněk začal být pověřován různými diplomatickými úkoly. Byl členem poselstva ke králi Kazimírovi IV., v roce 1459 doprovázel Jiříka na jednáních se saským vévodou Vilémem III. Udatným v Chebu. Spolu s bratrem byl kolem roku 1462 povýšen do panského stavu. V letech 1462–1466 zastával úřad fojta v Dolní Lužici.

### Diplomat krále Jiřího
Brzy zahájil Albrecht Kostka kariéru vrcholného diplomata. V roce 1464 ho Jiří z Poděbrad pověřil vedením mírového poselstva k francouzskému králi Ludvíkovi XI., jehož členem byl i další významný diplomat Antonio Marini. Poselstvo jednalo s Ludvíkem XI. o vytvoření spolku evropských panovníků: francouzský král měl iniciovat svolání společného sněmu králů a knížat. Jediným výsledkem třítýdenních jednání však bylo jen obnovení přátelských a spojeneckých smluv mezi českými a francouzskými králi. V roce 1466 jednal Albrecht Kostka spolu s Benešem z Veitmile († 1496) jménem krále Jiřího na říšském sněmu v Norimberku o křížové výpravě proti Turkům. Oplátkou za příslib zapojení českých vojsk získalo české poselstvo příslib podpory zrušení papežského půhonu proti Jiřímu z Poděbrad. Brzy poté byl vyslán na jednání s uherským králem Matyášem Korvínem o vzájemné podpoře obou panovníků proti domácí opozici. (Matyáš Korvín však dohody později nedodržel.) Po vypuknutí otevřené války s Jednotou zelenohorskou bojoval Albrecht Kostka se svými oddíly na královské straně, vyznamenal se zejména v bitvě u Olomouce. V roce 1468 ho čekala poslední diplomatická mise v Jiříkových službách – jednání s polským králem Kazimírem IV. v Krakově. Žádal ho, aby se přimluvil za Jiřího u papeže ve sporu o kompaktáta a zprostředkoval jednání mezi Jiříkem a Matyášem; současně s tím nabídl polskému králi možnost nástupnictví některého z jeho synů na český trůn.

### Albrecht Kostka a Matyáš Korvín
Ve válce Jiřího z Poděbrad s Matyášem Korvínem stál zpočátku Albrecht na straně krále Jiřího, dostal se dokonce do uherského zajetí, ale byl brzy propuštěn. V roce 1469 po obklíčení Matyášových vojsk u Vilémova zprostředkovával jednání obou panovníků o příměří a účastnil se i dalších jednání v následujícím roce. Pravděpodobně přešel k Matyášovi až krátce před Jiříkovou smrtí, počátkem roku 1471 již na jednáních zastupoval uherskou stranu. V květnu roku 1471 opustil (spolu s Janem z Pernštejna a Burianem II. Trčkou z Lípy) sněm, na kterém byl zvolen českým králem Vladislav Jagellonský, a později dokonce čelil nařčení, že chtěl Vladislava otrávit. Zůstal trvale ve službách Matyáše Korvína, kterému opět sloužil jako diplomat a zdržoval se často u jeho dvora. Od Matyáše odkoupil Komárno a s ním získal hodnost župana. Po obnovení řádné zemské správy na Moravě (která byla v rukou Matyáše Korvína) získal úřad nejvyššího komorníka olomouckého. Kdy přestoupil na katolickou víru, není známo.

## Rodina a državy
Albrecht Kostka měl starší bratry Bohuše a Zdeňka, mladšího bratra Jana a sestru Annu. Jeho manželkou byla Lidmila z Kravař (přežila ho o 20 let a znovu se provdala za Jana Berku z Dubé), s níž měl jednoho syna Jiřího Hrabiše. Své statky měl převážně na Moravě. Nejprve měl v zástavním držení Napajedla, pak koupil Helfštejn a Lipník, přes manželku jakožto dědičku pánů z Kravař dostal do správy Moravský Šternberk, po bratru Zdeňkovi zdědil Moravskou Třebovou a Bouzov. Jiří z Poděbrad ho za jeho služby odměnil zástavními právy na Nové Hrady, Přerov, Hranice a Uničov, od Matyáše Korvína získal Komárno. V posledních letech svého života se dostal do finančních potíží a statky v Pobečví vyměnil s Vilémem z Pernštejna za Buchlov a úhradu části dluhů. Kvůli zadlužení byl postupně nucen odprodávat další majetky, jeho syn pak přišel i o Moravskou Třebovou.